# Emmett Leslie Bennett
Pour les articles homonymes, voir Bennett.
Emmett L. Bennett Jr. (18 juillet 1918—11 décembre 2011) était un philologue américain. Il est surtout connu pour avoir joué un rôle majeur dans le déchiffrement du Linéaire B. 

## Biographie
Emmett L. Bennett Jr. est né le 18 juillet 1918 dans la ville de Minneapolis. Il obtient une licence en 1939 de l'Université de Cincinnati, suivit d'un master universitaire en 1940, puis d'un doctorat en 1947.
Pendant la Seconde Guerre mondiale, Emmett Bennett rejoint l'armée américaine en tant que cryptanalyste: il doit alors travailler au déchiffrement des transmissions cryptées par l'armée japonaise,.
Emmett Bennett est mort le 15 décembre 2011, à l'âge de 93 ans. 

### Travaux sur le Linéaire B

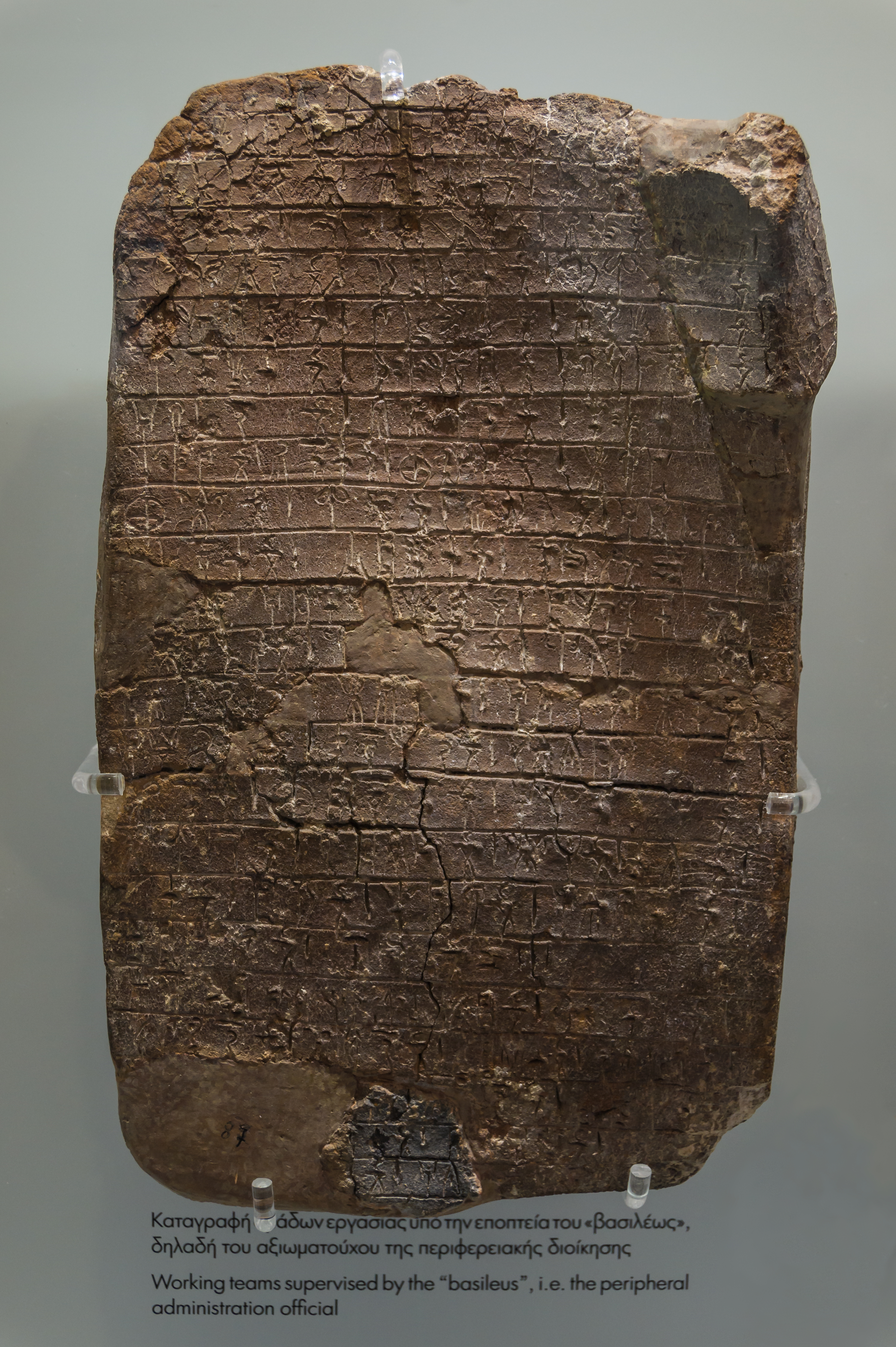
Tablette d'argile écrite en Linéaire B.

Bennett avait pour mentor l'archéologue Carl Blegen, également originaire de Minneapolis. Outre ses expéditions sur le mont Hissarlik (le site présumé du site archéologique de Troie), Blegen explorait également la Crète, à la recherche des traces de la civilisation minoenne. Cette exploration permit à Blegen de trouver des tablettes d'argile dotées d'inscriptions écrites en Linéaire B, tout comme Arthur Evans l'avait fait auparavant, en 1901, au palais de Knossos.
Contraint d'interrompre ses fouilles à cause de la Seconde Guerre mondiale, Blegen confia ensuite les tablettes à son disciple Emmett Bennett, qui était devenu l'un des meilleurs spécialistes de la lecture des textes minoens, – à une époque où le Linéaire B n'était pas encore déchiffré.
Bennett allait ensuite contribuer à ce déchiffrement, en s'associant aux travaux de Michael Ventris. En particulier, ses travaux ont mis au jour l'existence, dans les tablettes en Linéaire B, d'un système de mesure des quantités par fractions.
Bennett a longuement étudié ces tablettes et a même produit une thèse de recherche sur ce sujet, qui ne fut jamais publiée. Il fut cependant l'auteur, en 1957, de publications présentant des photographies des tablettes. 

### Vie privée
En 1941, Bennett épouse Marja Dorothy Adam. De leur union, ils ont cinq enfants : trois fils et deux filles.

## Distinctions
Pour ses travaux ainsi que pour son aide au sujet du déchiffrement du Linéaire B, Bennett fut récompensé en 2001 par la médaille d'or de  l'Institut archéologique américain.  